# Eksjö stad
Denna artikel handlar om den tidigare kommunen Eksjö stad. För orten se Eksjö, för dagens kommun, se Eksjö kommun.

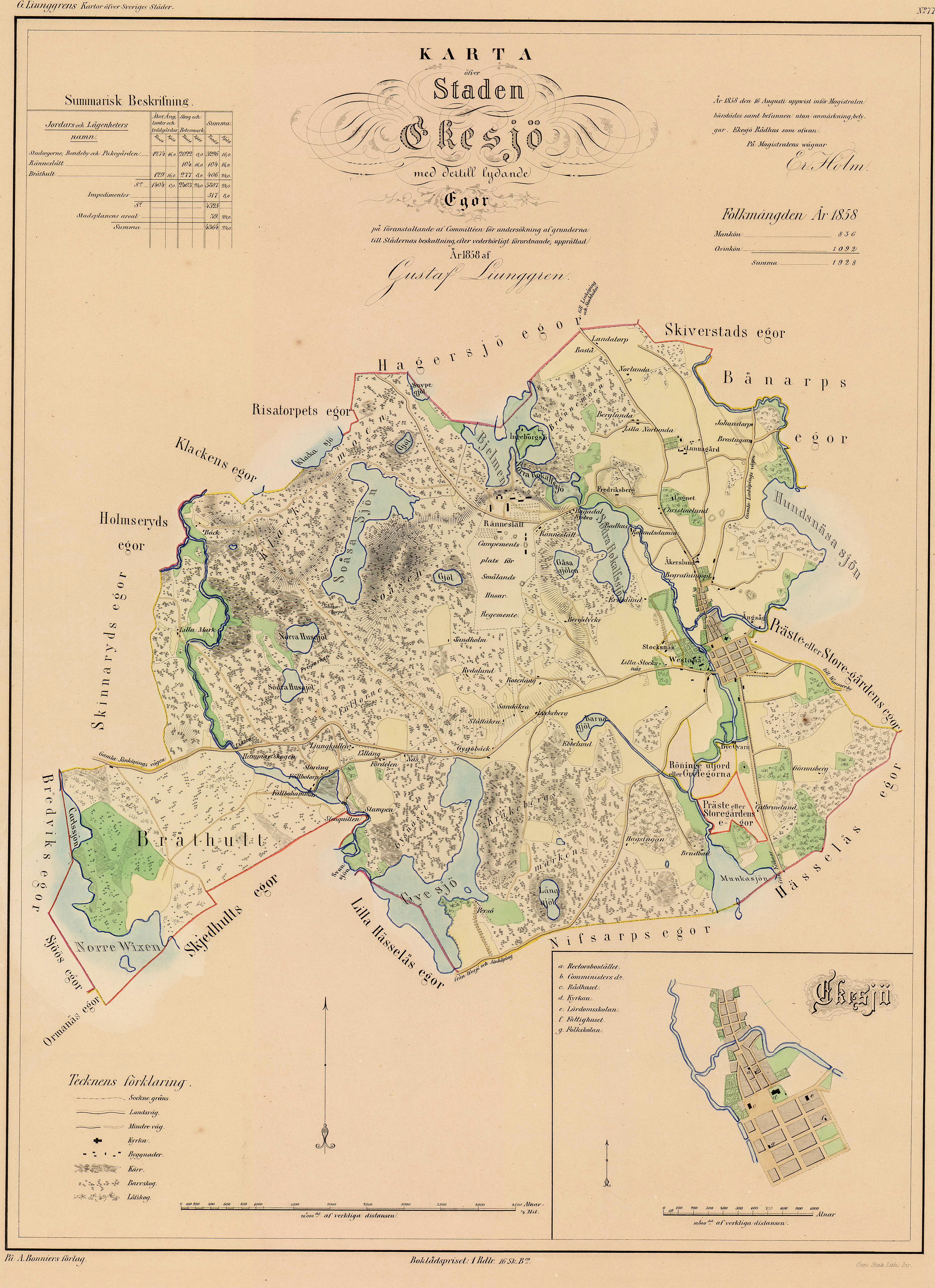
Karta från 1858 över Eksjö stad och de tillhörande ägorna.

Eksjö stad var en stad och kommun i Jönköpings län. 

## Administrativ historik
Eksjö stad fick sina stadsrättigheter år 1403 av Erik av Pommern.
Den inrättades som kommun, enligt Förordning om kommunalstyrelse i stad (SFS 1862:14) från och med den 1 januari 1863, då Sveriges kommunsystem infördes.
Den 1 januari 1949 (enligt beslut den 21 maj 1948) inkorporerades Eksjö landskommun, omfattande 105,88 km² (varav 99,80 km² land) och 1 024 invånare. I avseende på fastighetsredovisningen inkorporerades också Eksjö socken i staden.
Den 1 januari 1971, i samband med kommunreformen 1971, uppgick staden i den nybildade Eksjö kommun.
1 januari 2016 inrättades distriktet Eksjö, med samma omfattning som Eksjö församling fick 1949, och vari detta område ingår.

### Judiciell tillhörighet
Staden hade egen jurisdiktion fram till och med 1 januari 1941 (upphörd enligt beslut den 17 maj 1940), då rådhusrätten drogs in och staden lades under Norra och Södra Vedbo domsaga och Södra Vedbo tingslag. Från 1 januari 1948 tillhörde staden Norra och Södra Vedbo tingslag.

### Kyrklig tillhörighet
Eksjö stad tillhörde Eksjö stadsförsamling. Den 1 januari 1949 slogs stadsförsamlingen ihop med Eksjö landsförsamling för att bilda Eksjö församling.

### Sockenkod
För registrerade fornfynd med mera så återfinns staden inom ett område definierat av sockenkod 0584 som motsvarar den omfattning staden med dess landskommun hade kring 1950, vilket innebär att sockenkoden också används för Eksjö socken.

## Stadsvapnet
Blasonering: I fält av silver en grön ek.
Eken syftar förmodligen på ortnamnet och finns på ett bevarat sigillavtryck från 1439. Vapnet fastställdes  1949 och 1974 lät kommunen registrera det gamla stadsvapnet som kommunens vapen.

## Geografi

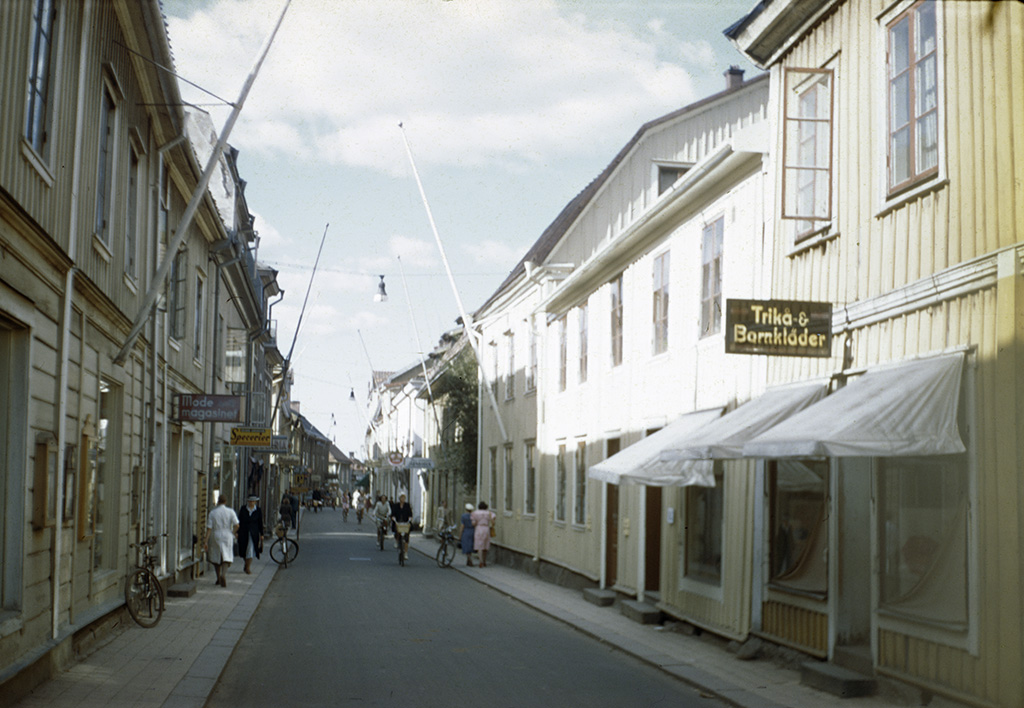
Norra Storgatan i Eksjö, 1947.

Eksjö stad omfattade den 1 januari 1952 en areal av 127,84 km², varav 117,84 km² land. Efter nymätningar och arealberäkningar färdiga den 1 januari 1957 omfattade staden den 1 januari 1961 en areal av 128,84 km², varav 120,86 km² land.

### Tätorter i staden 1960
I Eksjö stad fanns tätorten Eksjö, som hade 8 973 invånare den 1 november 1960. Tätortsgraden i staden var då 88,5 procent.

## Näringsliv
Vid folkräkningen den 31 december 1950 var huvudnäringen för stadens befolkning uppdelad på följande sätt:
- 36,3 procent av befolkningen levde av industri och hantverk
- 28,7 procent av offentliga tjänster m.m.
- 13,7 procent av handel
- 10,1 procent av jordbruk med binäringar
- 6,7 procent av samfärdsel
- 1,7 procent av husligt arbete
- 0,0 procent av gruvbrytning
- 2,8 procent av ospecificerad verksamhet.

Av den förvärvsarbetande befolkningen jobbade bland annat 18,3 procent med övriga inom offentliga tjänster m.m. (vilket omfattade militär verksamhet), 12,1 procent med varuhandel, 9,8 procent med hälso- och sjukvård samt personlig hygien, 9,8 procent i metallindustrin, 9,1 procent med byggnadsverksamhet samt 6,4 procent med samfärdsel. 0,9 procent av stadens förvärvsarbetare hade sin arbetsplats utanför kommunen.

## Politik

### Mandatfördelning i valen 1919–1966
| 4 | 6 | 8 | 12 |

| 29 |

| 3 | 5 | 10 | 12 |

| 29 |

| 8 | 10 | 12 |

| 29 |

| 10 | 4 | 3 | 13 |

| 29 |

| 9 | 4 | 3 | 14 |

| 29 |

| 12 |  | 7 | 10 |

| 26 |

| 16 |  | 7 | 6 |

| 27 |

| 14 |  | 8 | 7 |

| 27 |

| 14 | 9 | 7 |

| 26 |

| 14 | 2 | 8 | 6 |

| 26 |

| 13 | 2 | 2 | 7 | 6 |

| 27 |

| 13 | 3 | 6 | 8 |

| 26 |

| 13 | 2 | 3 | 6 | 6 |

| 26 |

| 11 | 4 | 6 |  | 8 |

| 27 |